# Majir
Majir is een bestuurslaag in het regentschap Purworejo van de provincie Midden-Java, Indonesië. Majir telt 1591 inwoners (volkstelling 2010).